# Viện nghiên cứu Khoa học và Giáo dục liên ngành

## Giới thiệu
Viện Nghiên cứu Khoa học và Giáo lục Liên ngành (IFIRSE), tọa lạc tại số 07 Đại lộ Khoa học, khu vực 2, phường Ghềnh Ráng, thành phố Quy Nhơn, tỉnh Bình Định, Việt Nam
- Website: https://ifirse.icise.vn/
- Lịch sử hình thành:
  - Ngày 01 tháng 10 năm 2006: Nhóm Vật lý lý thuyết được thành lập
  - Ngày 17 tháng 07 năm 2017: Nhóm Vật lý Neutrino được thành lập
- Giám đốc khoa học: Trần Thanh Vân (giáo sư)

## Hội đồng khoa học
Hội đồng khoa học của Viện Nghiên cứu Khoa học và Giáo lục Liên ngành (IFIRSE) trực thuộc Trung tâm Quốc tế Khoa học và Giáo dục liên ngành (ICISE):
1. GS. Phạm Quang Hưng (Đại học Virginia, Charlottesville, Virginia, Hoa Kỳ)
2. GS. Dumarchez Jacques (Phòng thí nghiệm Vật lý hạt nhân và Vật lý năng lượng cao, Trường Đại học Paris VII, Pháp; Phó Chủ tịch Hội Khoa học Gặp gỡ Việt Nam.).
3. TS. Trần Nhân (Phòng thí nghiệm Vật lý hạt cơ bản Fermilab, Hoa Kỳ)
4. GS. Aurenche Patrick (Phòng thí nghiệm Vật lý lý thuyết Annecy-le-Vieux, Pháp)
5. Đàm Thanh Sơn (Đại học Chicago, Hoa Kỳ)
6. GS. Nakaya Tsuyoshi (Đại học Kyoto, Nhật Bản; Nguyên là Người Phát ngôn của Thí nghiệm quốc tế T2K về Vật lý Neutrino tại Nhật Bản)
7. TS. Vũ Anh Tuấn (Hội Khoa học Gặp gỡ Việt Nam; Nguyên là nghiên cứu viên tại Trung tâm Nghiên cứu hạt nhân Châu Âu CERN)
8. Trần Thanh Vân (giáo sư) (Chủ tịch Hội Khoa học Gặp gỡ Việt Nam, Pháp)
9. GS. Giraud Heraud Yannick (Phòng thí nghiệm Vật lý hạt Vũ trụ và Vũ trụ học, Trường Đại học Paris VII, Pháp)